# Blaydon
Blaydon è un paese di 15 155 abitanti della contea del Tyne and Wear, in Inghilterra.